# Аделит
Аделит — редкий минерал, основный арсенат кальция и магния. Название происходит от греч. άδηλος — «неясный, неразличимый» (из-за того, что иногда бывает непрозрачным).

## Описание
Состав: CaMg [OH|AsO4]. Содержит СаО — 25,45 %; MgO — 18,30 %; As2О5 — 52,17 %; Н2О — 4,08 %. Сингония ромбическая. Встречается в зернистых массах серого или серо-желтого цвета. Плотность 3,75. Твердость 5,5. Найден в марганцевых месторождениях. Редкий.